# Аюпова, Зилара Гайсиновна
Аюпова Зилара Гайсиновна (15 июня, 1933 года, деревня Абдуллино (Мечетлинский район), БАССР — 20 сентября 2014  года, Уфа) — танцовщица, в 1955—1975 годах солистка Башкирского государственного ансамбля народного танца им. Ф.Гаскарова. Заслуженная артистка БАССР (1959). Кавалер ордена «Знак Почёта» (1955).

## Биография
Зилара Гайсиновна родилась 15 июня 1933 года в деревне Абдуллино Мечетлинского района Башкирской АССР в крестьянской семье.
В школе проявились её способности к танцам, рано начала выступать на сцене сельского клуба.

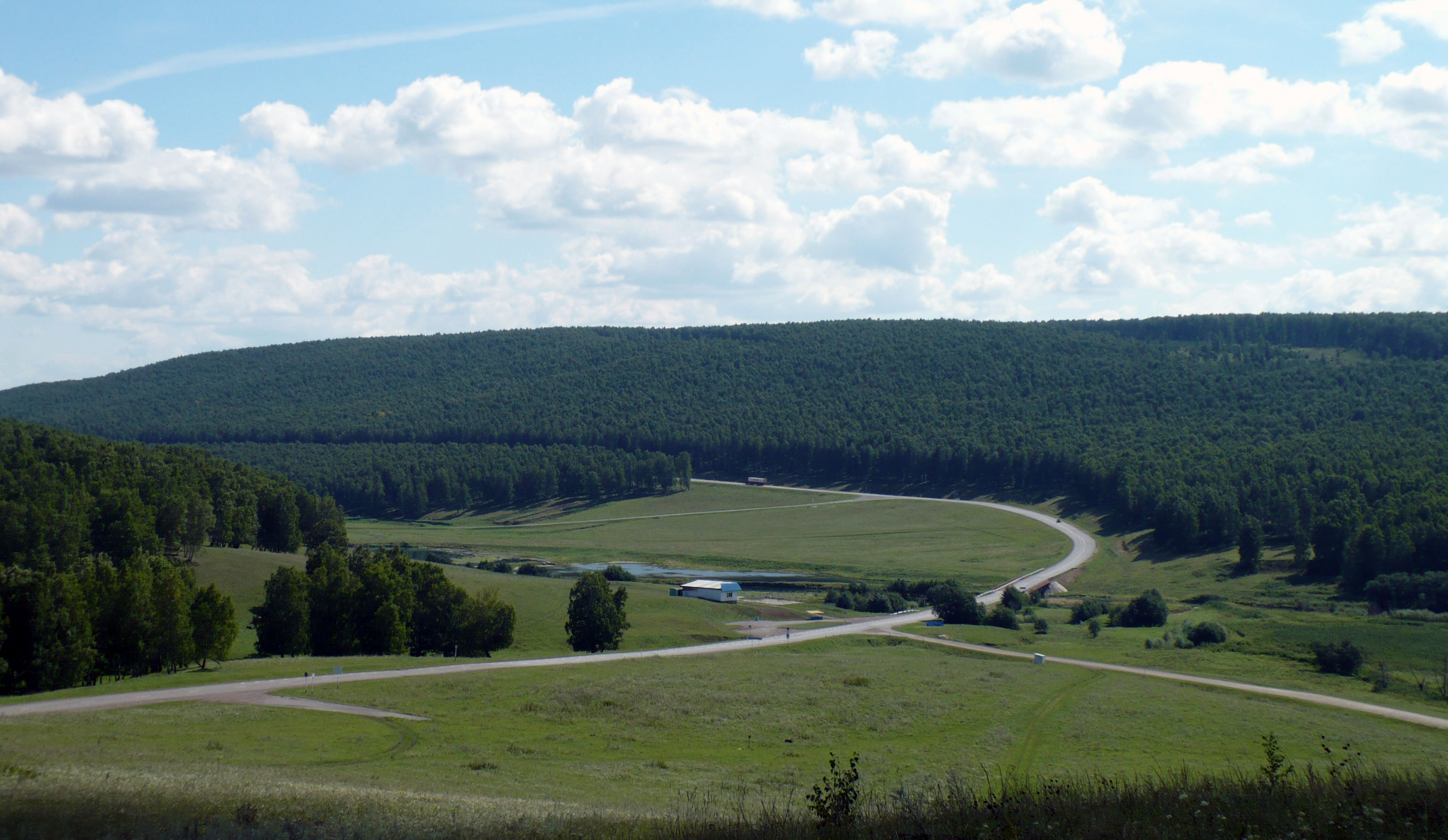
Мечетлинский район

В 1953 году окончила среднюю школу в селе Большая Ока (баш. Оло Аҡа) Мечетлинского района БАССР, на северо-востоке республики. После окончания школы по приглашению руководителей отдела культуры Мечетлинского района начала работать танцовщицей в районном доме культуры.
В 1955 году, после одного из выступлений Зилары в Уфе, руководитель Башкирского государственного ансамбля народного танца Файзи Гаскаров пригласил её на работу в ансамбль.
В 1955—1975 годах была солисткой Башкирского государственного ансамбля народного танца.
В 1955 году приняла участие в мероприятиях, связанных с проведением Декады башкирской литературы и искусства в Москве. На заключительном концерте декады исполнила танец «Бишбармак» на сцене Большого театра. На этом концерте были руководители государства Н. А. Булганин, К. Е. Ворошилов, Л. М. Каганович, Г. М. Маленков, А. И. Микоян, В. М. Молотов, М. Г. Первухин, М. З. Сабуров, Н. С. Хрущёв, П. Н. Поспелов, М. А. Суслов.
В 1955 году выступала перед участниками V-го Всемирного фестиваля молодежи и студентов в Варшаве и в 1959 году на VII-ом фестивале в Вене. В Вене вместе с Хисбуллой Зубайдуллиным и Римом Бакировым исполнила танец «Жених» (партия «невесты»). Башкирский государственный ансамбль народного танца был удостоен диплома второй степени и серебряной медали, а Зилара Аюпова и её партнёры- серебряной медали.
Для исполнительской манеры Зилары Аюповой были характерны естественность, мягкость, изящество, красивая пластика. В женских башкирских танцах от исполнителя требуется особая гибкость рук, отточенность движений- все это было присуще танцу Зилары Аюповой.
В 1975 году вышла на пенсию.
Скончалась 20 сентября 2014 года в городе Уфе.

## Творчество
О Зиларе Аюповой
Веселая улыбка, счастливый блеск глаз, вся ее сильная красивая фигура дышат счастьем и молодостью. Если сюда добавить долю простодушного кокетства, окрашенного легким юмором, то получится неповторимое соединение черточек, отобранных артисткой в результате упорного труда и постоянных исканий.
 газета«Ленинец»
Танцы
- «Бишбармак»
- «Гульназира»
- «Жених»
- «Три брата»
- «Проказницы»
- «Лао»
- «Индийский танец»
- «Кадриль» и др.

## Награды
- Орден «Знак Почёта» (1955)
- Серебряная медаль и диплом Всемирного фестиваля молодежи и студентов (1959, Вена)

## Почётные звания
- Заслуженная артистка БАССР (1959)

## Семья
Супруг— Хамид Гатауллинович Яруллин, актёр Башкирского государственного академического театра им. М.Гафури, заслуженный артист РСФСР (1985), народный артист Башкирской АССР (1977).